# Substitutiereactie
Een substitutiereactie is een chemische reactie waarin een atoom(groep) (A) wordt vervangen door een ander atoom(groep) (Q). Hierbij wordt een σ-binding doorbroken (C-A), en vervangen door een nieuwe binding (C-Q).
Nucleofiele en elektrofiele substitutiereacties zijn belangrijke soorten substitutiereacties. De radicalaire halogenering is een type substitutiereactie waarbij radicalen een rol spelen.

## Elektrofiele substitutiereactie
Een karakteristiek voorbeeld is de reactie van een aromatische verbinding met een elektrofiel reagens E-A, waarbij een C-H σ-binding door een C-E-sigmabinding wordt vervangen. De nitrering, bromering, chlorering, sulfonering en eveneens de Friedel-Craftsalkylering en Friedel-Craftsacylering van benzeen zijn elektrofiele aromatische substitutiereacties. In de eerste stap van deze reacties wordt een positief deeltje aan benzeen gebonden, zodat het erg onstabiele areniumion ontstaat.
Elektronenstuwende groepen gebonden aan de benzeenring, zoals een hydroxylgroep, stabiliseren het areniumion en versnellen de reactie. Elektronzuigende groepen (zoals halogenen en nitrogroepen) vertragen de reactie.
Naast de elektrofiele aromatische substitutiereacties komen elektrofiele alifatische substitutiereacties voor.

## Nucleofiele substitutiereactie
Bij een nucleofiele substitutiereactie valt een nucleofiel deeltje (een deeltje met één of meerdere vrije elektronenparen) aan op een ander (elektronarm) deeltje. Er zijn twee reactiemechanismen te onderscheiden: de SN1- en de SN2-reactie.

## Radicalaire halogenering
Bij een radicalaire halogenering spelen radicalen een rol in het reactiemechanisme. Een voorbeeld is de reactie tussen ethaan en broom, die onder invloed van straling (zonlicht bijvoorbeeld), reageren tot een broomethaan en waterstofbromide: